# الجافورة (ضرما)
مركز الجافورة هو مركزٌ إداري تابعٌ لمحافظة ضرما في منطقة الرياض ، وتصنف من فئة (ب) ورمزها 1381.